# Mechanická práce
Mechanická práce je děj, kdy síla působící na fyzikální těleso posouvá tímto tělesem nebo jeho částí po určité dráze. Zároveň je mechanická práce fyzikální veličina, která vyjadřuje (kvantifikuje) množství práce. V nejjednodušším případě posuvného přímočarého pohybu je rovna součinu složky celkové působící síly ve směru pohybu a dráhy, kterou těleso urazí.
Při mechanickém ději v izolované soustavě vyjadřuje mechanická práce předávání mechanické energie mezi tělesy či systémy těles. Těleso či systém, který koná mechanickou práci, ztrácí mechanickou energii, těleso či systém, na kterém je práce vykonávaná, mechanickou energii získává. Mechanická práce jako veličina udává velikost této předané energie.
Práce vykonaná za jednotku času se nazývá výkon.

## Značení
- Normou určená značka veličiny: W (angl. work), ve starší literatuře se lze také setkat s označením A (z něm. Arbeit)
- Odvozená jednotka v soustavě SI: joule, značka jednotky: J
  - Jednotka vyjádřená základními jednotkami soustavy SI: kg·m2·s−2
- Další jednotky: viz Práce (fyzika) - nadpis Značení a jednotky

## Výpočet

### Posuvný pohyb
Mechanická práce závisí na síle, která na těleso působí, na dráze, po které se těleso přemísťuje, a na úhlu, který svírá síla a trajektorie pohybu tělesa.

#### 1) Síla působí ve stejném směru jako pohyb tělesa
Přemisťuje-li se těleso po přímce působením konstantní síly {\displaystyle \mathbf {F} } rovnoběžné s trajektorií pohybu tělesa, pak lze velikost práce zapsat ve tvaru
{\displaystyle W=Fs\!},
kde {\displaystyle F} je velikost působící síly a {\displaystyle s} je délka dráhy, kterou těleso urazilo.

#### 2) Síla působí v jiném směru než pohyb tělesa
Práci koná složka síly rovnoběžná s trajektorií tělesa. Tuto složku lze vyjádřit jako {\displaystyle F^{\prime }=F\,\cos \alpha }, kde {\displaystyle F} je velikost působící síly a {\displaystyle \alpha } je úhel mezi silou a trajektorií pohybu (konkrétně vektorem rychlosti, jenž je tečný k trajektorii pohybu). Pokud jsou {\displaystyle F} i {\displaystyle \alpha } konstantní, lze práci získat ze vztahu
{\displaystyle W=Fs\cos \alpha \!}
Tento vztah lze přepsat ve tvaru skalárního součinu
{\displaystyle W=\mathbf {F} \cdot \mathbf {s} },
což lze slovně vyjádřit tak, že práce je dána součinem dráhy a průmětu síly do směru dráhy nebo součinem síly a průmětu dráhy do směru síly. 

#### 3) Síla se mění nebo dráha je zakřivena
V obecném případě, tedy i pokud je dráha zakřivena nebo síla je proměnná, použijeme pro výpočet integrál tzv. elementárních prací {\displaystyle \mathrm {d} W=\mathbf {F} \cdot \mathrm {d} \mathbf {s} }, tzn.
{\displaystyle W=\int _{0}^{s}\mathbf {F} \cdot \mathrm {d} \mathbf {s} =\int _{0}^{s}\left(F\cos \alpha \right)\mathrm {d} s}.
Tento definiční vztah je základní (platí i pro hmotné body) a lze z něho odvodit i vztahy pro další situace, ve kterých se jedná o složitější pohyby:

### Otáčivý pohyb
Mechanická práce závisí na momentu síly, který na těleso působí, na úhlu, o který se těleso otočí, a na úhlu, který svírá vektor momentu síly a osa otáčení tělesa.
Otočí-li se těleso kolem neměnné osy otáčení působením konstantního momentu síly {\displaystyle \mathbf {M} } rovnoběžného s osou otáčení tělesa o úhel {\displaystyle \alpha }, pak lze velikost práce zapsat ve tvaru
{\displaystyle W=M\alpha \!},
kde {\displaystyle M} je velikost působícího momentu síly a {\displaystyle \alpha } je úhel, o který se těleso otočilo.
Práci koná složka momentu síly rovnoběžná s osou otáčení tělesa. Úhel otočení lze považovat za vektor (přesněji axiální vektor) směřující ve směru osy otáčení a orientovaný podle pravidla pravé ruky (palec v ose otáčení ukazuje orientaci úhlu, ukazují-li ostatní prsty směr otáčení). 
Vztah pro práci lze proto přepsat ve tvaru skalárního součinu
{\displaystyle W=\mathbf {M} \cdot {\boldsymbol {\alpha }}},
což lze slovně vyjádřit tak, že práce je dána součinem úhlu a průmětu momentu síly do směru osy otáčení.
Pokud je moment síly proměnný, použijeme pro výpočet integrál tzv. elementárních prací {\displaystyle \mathrm {d} W=\mathbf {M} \cdot \mathrm {d} {\boldsymbol {\alpha }}}, tzn.
{\displaystyle W=\int _{0}^{\alpha }\mathbf {M} \cdot \mathrm {d} {\boldsymbol {\alpha }}}.

### Objemová práce
V případě těles, která nejsou dokonale tuhá, lze konat mechanickou práci nejen jejich pohybem posuvným nebo otáčivým, ale též jejich deformací. Vykonaná práce pak závisí nejen na silách působících na vnější povrchy, ale i na charakteru přenosu silového působení uvnitř tělesa. 
Jednoduše lze práce vyjádřit v případě tekutin, pro které platí Pascalův zákon o rovnoměrném všesměrovém šíření tlaku. V tomto případě, pokud lze tlak považovat za konstantní, závisí „objemová“ práce konaná jejich stlačováním na součinu tlaku {\displaystyle p} v tekutině a změny jejího objemu {\displaystyle V_{2}-V_{1}}:
{\displaystyle W=-p\left(V_{2}-V_{1}\right)\!}.
Pokud je tlak proměnný, použijeme pro výpočet integrál tzv. elementárních prací
{\displaystyle \mathrm {d} W=-p\mathrm {d} V\,\!}, tzn.
{\displaystyle W=-\int _{V_{1}}^{V_{2}}p\mathrm {d} V}.
Zpravidla se používá znaménkové konvence, která práci dodanou systému (tj. při stlačování, kdy ∆V je záporné) považuje za kladnou, proto znaménko minus v předchozích vztazích.

### Povrchová práce
Další speciální případ mechanické práce souvisí s jevem povrchového napětí na rozhraní dvou kapalin resp. kapaliny a plynu. V tomto případě závisí povrchová práce konaná zvětšováním plochy rozhraní na součinu povrchového napětí {\displaystyle \sigma } a změny plochy {\displaystyle S_{2}-S_{1}} rozhraní:
{\displaystyle W=\sigma \left(S_{2}-S_{1}\right)\!}, resp.
{\displaystyle W=\int _{S_{1}}^{S_{2}}\sigma \mathrm {d} S}.

## Vlastnosti
Mechanická práce se nekoná v případech, že:
1. těleso se pohybuje, ale žádná síla na něj nepůsobí (podle 1. Newtonova pohybového zákona při rovnoměrném přímočarém pohybu),
2. na těleso působí síla, ale těleso je v klidu (jiná síla vyrovnává působící sílu),
3. síla, která na těleso působí, je kolmá na směr pohybu (např. dostředivá síla při rovnoměrném pohybu po kružnici nekoná práci).